# ピアノソナタ
ピアノソナタ（英: Piano sonata, 独: Klaviersonate, 仏: Sonate pour piano, 伊: Sonata per pianoforte）は、ピアノ独奏によるソナタのこと。原則として3ないし4楽章から成り、第1楽章はソナタ形式である。ただし、この原則から外れる作品も多く、楽章数のより少ないもの、ソナタ形式を第1楽章に持たずに他の楽章に持つもの、中にはソナタ形式の楽章を全く持たないものもある。
ソナタの小規模のものを（ピアノのための）ソナチネと呼ぶ。ソナタ形式の代わりにその簡略型であるソナチネ形式が使われることがあり、2楽章から3楽章で構成される。1楽章あたりの演奏時間も短めで、ピアノ初心者の練習用に用いられることもあるが、シベリウスのソナチネのように高度の演奏技術を要するものもある。

## 歴史
現在ピアノソナタとして演奏される作品には、ピアノの前身であるチェンバロなどの楽器を前提に作曲されたものも多い。ドメニコ・スカルラッティは、独奏チェンバロのためのソナタの大家として知られるが、これはチェンバロのための練習曲が後に『ソナタ』と呼ばれるようになったものである。ピアノソナタの父として知られるハイドンやモーツァルトの作品の初期のものも、本来はチェンバロやクラヴィコードのために書かれている。
ベートーヴェンは、第14番で第1楽章に緩徐楽章をおくなど更なる多様な試みを行い、古典派ピアノ・ソナタの最大の完成者として、そのピアノ・ソナタ集は「ピアノの新約聖書」として知られており、音楽学生にとっては世界的に避けて通れないレパートリーとなっている。
ロマン派音楽の時代である19世紀においては、ショパンやリストの一連の作品に見られるように小品集・演奏会用練習曲など他の形式の方が目立つようになった。ソナタの多くはベートーヴェンの系譜を継ぐ古典的な形式だが、リストのソナタ ロ短調は単一楽章による革新的な形式を用いた。
19世紀末から20世紀初頭、後期ロマン派から近代音楽初期においては、古典的な形式への懐疑からかピアノソナタはさらに重視されなくなった。協奏曲や弦楽四重奏曲などと比べてもこの時代のピアノソナタは少ない。サティ・ドビュッシー・ラヴェル・ラフマニノフら名ピアノ曲を多く残した作曲家が小品集などの形式を好んだのが一因であろう。
その中でスクリャービンは10曲のピアノソナタを発表し、ロマン派を脱した第5番以降は単一楽章で独自の境地に到達した。顧みられることは少ないがメトネルは14曲を、ミャスコフスキーは9曲を残している。
その後新古典主義音楽の時代になると、古典的形式が再び見直され、古典派時代ほどではないにせよ、ピアノソナタという形式も顧みられるようになった。9曲を書いたプロコフィエフはこの世代のピアノソナタの大家である。

## 主な作曲家と作品
生年順に並べてある。

### バロック時代
- 1685年 ドメニコ・スカルラッティ：500曲以上

### 古典派
- 1732年 ハイドン：全52曲（62曲）（Hob.XVI 1 - 2 - 3 - 4 - 5 - 6 - 7 - 8 - 9 - 10 - 11 - 12 - 13 - 14 - 15 - 16 - 17 - 18 - 19 - 20 - 21 - 22 - 23 - 24 - 25 - 26 - 27（ト長調） - 28（変ホ長調） - 29 - 30 - 31 - 32 - 33 - 34（ホ短調） - 35（ハ長調） - 36（嬰ハ短調） - 37（ニ長調） - 38 - 39 - 40（ト長調） - 41 - 42 - 43 - 44 - 45 - 46 - 47 - 48 - 49（変ホ長調） - 50 - 51 - 52）
- 1752年 クレメンティ：110曲のピアノソナタ + ソナチネOp.36
- 1756年 モーツァルト：18曲他（1 - 2 - 3 - 4 - 5 - 6「デュルニッツ」 - 7 - 8（イ短調） - 9 - 10 - 11（トルコ行進曲付き） - 12（ヘ長調） - 13 - 14（ハ短調） - 18/15（ヘ長調K.533/494） - 15/16（ソナチネ、ハ長調K.545） - 16/17（変ロ長調K.570） - 17/18（ニ長調K.576））他
- 1770年 ベートーヴェン：番号付きピアノソナタ32曲（1 - 2 - 3 - 4 - 5 - 6 - 7 - 8「悲愴」 - 9 - 10 - 11 - 12（葬送行進曲付き） - 13 - 14「月光」 - 15「田園」 - 16 - 17「テンペスト」 - 18 - 19 - 20 - 21「ワルトシュタイン」 - 22 - 23「熱情」 - 24「テレーゼ」 - 25「かっこう」 - 26「告別」 - 27 - 28 - 29「ハンマークラヴィーア」 - 30 - 31 - 32）＋選帝侯ソナタ（3曲）他
- 1778年 フンメル：9曲

古典派ピアノソナタの名曲を難易度別に集めたピアノの教材、ソナチネアルバムとソナタアルバムは有名。

### ロマン派
- 1784年 リース ：12曲 ＋ ソナチネ3曲
- 1782年 フィールド：4曲
- 1786年 ウェーバー：4曲
- 1797年 シューベルト：21曲他（1 - 2 - 3 - 4 - 5 - 6 - 7 - 8（未完） - 9 - 10（未完） - 11（未完） - 12（未完） - 13 - 14 - 15「レリーク」 - 16 - 17 - 18「幻想」 - 19 - 20（イ長調） - 21（変ロ長調））
- 1809年 メンデルスゾーン：3曲他
- 1810年 ショパン：3曲（1 - 2「葬送」 - 3）
- 1810年 シューマン：3曲（1 - 2 - 3「管弦楽のない協奏曲」）と子供のための3つのソナタ。また、幻想曲（ハ長調）が作曲当初ソナタと題されていた。
- 1811年 リスト：1曲（ロ短調）
- 1812年 タールベルク：1曲（グランドソナタ）
- 1813年 アルカン：1曲（グランドソナタ 四つの時代）
- 1815年 フォルクマン：1曲（ハ短調）
- 1817年 ゲーゼ：1曲（ホ短調）
- 1833年 ブラームス：3曲（1 - 2 - 3）
- 1837年 バラキレフ：2曲
- 1840年 チャイコフスキー：2曲（嬰ハ短調、ト長調「大ソナタ」）
- 1843年 グリーグ：1曲（ホ短調）
- 1847年 フックス：3曲
- 1854年 ヤナーチェク：1曲
- 1857年 ロイプケ：1曲（変ロ短調）
- 1860年 マクダウェル：4曲
- 1860年 アルベニス：7曲（一部紛失・未完）
- 1865年 シベリウス：1曲他（ヘ長調） - ソナチネ第1番嬰ヘ短調 - ソナチネ第2番ホ長調 -  ソナチネ第3番変ロ短調
- 1865年 デュカス：1曲
- 1865年 グラズノフ：2曲
- 1870年 ゴドフスキ―：1曲
- 1871年 ステーンハンマル：5曲
- 1872年 セヴラック：1曲
- 1873年 ラフマニノフ：2曲（1 - 2）

### 近代
- 1872年 スクリャービン：10曲（1 - 2「幻想」 - 3 - 4 - 5 - 6 - 7「白ミサ」 - 8 - 9「黒ミサ」 - 10「トリルソナタ」）＋遺作2曲
- 1874年 アイヴズ：2曲（1 - 2「コンコードソナタ」
- 1875年 ラヴェル：1曲（ソナチネ）
- 1879年 アイアランド：1曲
- 1880年 メトネル：14曲
- 1881年 バルトーク：1曲他
- 1881年 ミャスコフスキー：9曲
- 1882年 ストラヴィンスキー：2曲
- 1882年 シマノフスキ：3曲（1 - 2 - 3)
- 1885年 ベルク：1曲（ロ短調）
- 1891年 プロコフィエフ：9曲他（1 - 2 - 3 - 4 - 5 - 戦争ソナタ（6 - 7 - 8） - 9）
- 1992年 ミヨー：2曲
- 1992年 ソラブジ：6曲
- 1895年 ヒンデミット：3曲他
- 1900年 クルシェネク：7曲
- 1900年 コープランド：2曲
- 1900年 モソロフ：5曲
- 1904年 カバレフスキー：3曲（1 - 2 - 3 ）
- 1906年 ショスタコーヴィチ：2曲（1 - 2）
- 1910年 バーバー：1曲

### 現代
あまりにも数が多いので、重要な作曲家名をあげることが不可能なくらいである。記念碑的な1948年のブーレーズのピアノソナタ第2番、1952年に完成したバラケのピアノソナタの2作品以後には前衛の時代がはじまり、「伝統的形式の打破」を目的に「ピアノソナタ」という曲名で自作を発表することは「交響曲」と同じく「時代遅れ」のレッテルを貼られ、一部の保守派の作曲家によって細々とこのジャンルが延命されていた。
1970年代に入り、前衛の価値観に疑問符がつけられると、主に新ロマン主義者の中から「ピアノソナタ」の題名をストレートにつける作曲家も少しずつ現れだした。最初の出現は1970年に書かれたジュゼッペ・シノーポリの「ピアノソナタ」だと言われているが一時的な現象に過ぎない。現在では、保守的や革新的と言った立場を問わず、「ピアノソナタ」という作品名をつける作曲家が見られるが、割合的には保守派のほうが圧倒的に多い。それ以外は音楽大学の入試のための習作で作曲する学生も多い。

## 類似の形式を持つ楽曲
- 交響曲
- 独奏協奏曲
- 独奏ソナタ
  - ヴァイオリンソナタ
  - チェロソナタ
- ピアノ三重奏曲
- 弦楽四重奏曲